# Emplectonema francisca
Emplectonema francisca är en djurart som tillhör fylumet slemmaskar, och som först beskrevs av Louis Joubin och François 1892.  Emplectonema francisca ingår i släktet Emplectonema och familjen Emplectonematidae. Inga underarter finns listade i Catalogue of Life.